# 43. Armee (Rote Armee)
Die 43. Armee (russisch 43-я армия) war ein militärischer Großverband der Roten Armee während des Zweiten Weltkrieges, der ab 1941 am Mittelabschnitt der Ostfront operierte und zu Kriegsende 1945 in Ostpreußen eingesetzt wurde.

## Geschichte

### 1941
Auf Beschluss der Stawka-Direktive vom 31. Juli 1941 und auf Grundlage des Kommandos des 33. Schützenkorps (Generalmajor G. A. Chaljuzin, Orjoler Militärbezirk) wurde die 43. Armee im Rahmen der neu formierten Reservefront aufgestellt.
Als die deutsche Offensive während der Kesselschlacht bei Smolensk durch sowjetische Gegenangriffe vorübergehend gestoppt wurde, war die 43. Armee Anfang August 1941 südlich von Jelnja am Fluss Desna an der Frontlinie Cholmetz-Bogdanow eingeschoben.
- Am 10. August bestand die 43. Armee aus der 38., 53., 145., 149., 211., 217., 222., 279. und 303. Schützen-Division, der 104. und 109. Panzerdivision sowie eine Reihe anderer Einheiten.

Zu Unterstützung der 24. Armee bei der Jelnja-Offensive (30. August – 8. September) wurde auch die Offensive der 43. Armee in der Roslawl-Nowosybkower Operation angeordnet, die scheiterte. Neben der Offensive bei Bogdanow sollten die 43. und die 50. Armee eine Offensive südlich der Rollbahn vom Iwanowski-Bezirk nach Koski und weiter nach Roslawl führen. Die Offensive begann am 2. September. Die sowjetischen Truppen (217., 279., 273. und die 290. Schützen-Division) stießen auf hartnäckigen Widerstand des Feindes und konnten die feindliche Verteidigung nicht durchbrechen. Der Kommandeur der 43. Armee, General Dmitri M. Selesnjow wurde darauf durch Generalmajor P. P. Sobennikow ersetzt.
Am 3. Oktober wurde die 43. Armee Teil der Westfront. Das deutsche LVII. Panzerkorps stieß beim Unternehmen Taifun in Richtung Juchnow vor, wo noch Luftlandetruppen der Westfront am 5. Oktober versuchten am rechten Ufer der Ugra die deutschen Vorausabteilungen aufzuhalten. Die 43. Armee verteidigte im Raum Moschaisk, es gelang ihr die Hauptstraße in Richtung Medyn und weiter nach Malojaroslawez bis zum 9. Oktober zu sichern. Teile der deutschen 19. und 20. Panzerdivision erreichten am 14. Oktober die Rollbahn von Medyn nach Malojaroslawez in der Nähe des Dorfes Iljinski. Die Verteidigungslinie führte durch Jurjewskoje – Iljinskoje – Maschkino, wo ein starkes System von Befestigungen errichtet worden war. Kadetten der Podolsker Artillerieschule, reguläre Einheiten der Roten Armee – die 53. und 312. Schützendivision, verstärkt durch Panzerbrigaden – hielten die Linie besetzt. Das deutsche LVII. Panzerkorps näherte sich Mitte Oktober der Verteidigungslinie in der Nähe des Dorfes Iljinski und griff diese in drei Richtungen an: entlang der Autobahn Medyn-Malojaroslawez, auf Borowsk und gegen Detschino. Am 15. Oktober musste die 113. Schützen-Division östlich von Borowsk zurückgehen. Am 16. Oktober wurde der erste deutsche Angriff auf die Befestigungsanlagen von Iljinski abgeschlagen.
Generalmajor K. D. Golubew hatte die Führung der Armee übernommen und musste am 18. Oktober die Stadt Malojaroslawez aufgeben. Nachdem deutsche Verbände die befestigte Linie von Süden her umgangen hatten, überquerten sie den Fluss Protwa und besetzten das Dorf Woroby am Ostufer des Flusses Istja. Die 43. Armee sicherte danach am Fluss Nara zwischen Nikolskoje – Iljino, es folgten langwierige Kämpfe um die Dörfer Orechowo, Olchowo und Tschernischnja. Im Nordwesten von Serpuchow am Nara-Abschnitt konnten die deutschen Truppen bis 23. Oktober gestoppt werden, als sie den Fluss bei Tarutino überschreiten konnten. Überlebende Kadetten zogen sich auf das andere Ufer des Flusses Nara zurück, wo sie halfen das Hauptquartier der 43. Armee in Kamenka zu verteidigen, bis sie von Einheiten der 93. Schützen-Division abgelöst wurden. Der deutsche Versuch, an der Linie Kamenka-Kresta hinter die Verteidigung der 43. Armee zu gelangen, wurde von der 93. Schützen-Division vereitelt. Weitere deutsche Versuche an der Dörferlinie Nikolski Dwor – Petrowo durchzukommen, brachten keine Erfolge mehr, am 31. Oktober 1941 festigte sich die Front entlang der Linie Inino-Stremilowo.

### 1942/43
Vom 5. Dezember 1941 bis zum 20. April 1942 nahm die 43. Armee an den Gegenangriffen der Westfront in westlicher Richtung (Rschew-Wjasmaer Operation) teil. Am 2. Januar 1942 befreiten Einheiten der 17. und 53. Schützendivision sowie Teile der 26. Panzerbrigade die Stadt Malojaroslawez. Dann verteidigten die Armeetruppen bis Ende August 1942 die neue Frontlinie an den Flüssen Worja und Ugra (westlich der Stadt Medyn). Am 1. September 1942 wurde die 43. Armee in die Reserve des Oberkommandos zurückgezogen und ab 1. Oktober im Gebiet nordöstlich der Stadt Demidow als Teil der Kalininer Front neu formiert. Ab 12. Oktober 1942 verteidigte die Armee den Raum im Nordosten der Stadt Demidow. Von Januar bis August 1943 verlief die Front entlang der Ufer der Seen Lososno – Rytoje – Sapscho bis zum Dorf Muschizkaja (42 km nördlich von Duchowschtschina).
Vom 7. August bis zum 2. Oktober 1943 nahm die Armee an der Smolensker Operation teil. Am 14. September eröffneten Truppen der Kalininer Front den Angriff auf Demidow und Duchowschtschina. Den Hauptangriff führte die 39. Armee (Generalleutnant Nikolai Bersarin) und der linke Flügel der 43. Armee mit zusammen 12 Schützendivisionen. Der rechte Flügel der Westfront (31. und 5. Armee) versuchte bei Jarzewo durchzubrechen und die Vereinigung mit dem linken Flügel der Kalininer Front zu erreichen. Bis zum Ende des Tages konnten die deutschen Stellungen auf 30 Kilometer Breite zwischen 3 und 13 Kilometer tief eingedrückt werden. Nach 4-tägigen Kämpfen war die Verteidigung des deutschen VI. und XXVII. Armeekorps vollständig durchbrochen. Die 43. Armee rückte am 22. September nach zweitägigem Kampf mit dem 91. Schützenkorps (Generalmajor F. A. Wolkow) in Demidow ein.
Ab dem 20. Oktober 1943 führte die Armee im Rahmen der 1. Baltischen Front weitere Angriffe in Richtung auf Witebsk durch.

### 1944
Im Februar 1944 formierte sich die 43. Armee im Gebiet von Gorodok neu, wo ein Verteidigungsstreifen der abgehenden 11. Gardearmee übernommen wurde. Vom 23. bis 28. Juni 1944 durchbrach die Armee im Zuge der Operation Bagration in Zusammenarbeit mit der 6. Gardearmee (General Iwan Tschistjakow) die deutschen Linien bei Witebsk, wobei das deutsche LIII. Armeekorps in Zusammenarbeit mit der 39. Armee eingeschlossen und am 26. Juni Witebsk und am 28. Juni Lepel befreit wurde.
Vom 29. Juni bis zum 4. Juli rückte die Armee während der Polozker Operation in Richtung des Dorfes Glubokoje vor und besetzte am 8. Juli in Richtung Panevėžys vorstoßend die Stadt Švenčionėliai. Mehrere deutsche Gegenangriffe wurden abgeschlagen und am 14. Juli die Eisenbahn-Linie Wilna–Dünaburg–Kaunas nördlich von Salakas-Ovanta erreicht. Beim anschließenden Vordringen auf Riga wurden heftige Kämpfe um die Stadt Birsen geführt, das schließlich am 6. August besetzt wurde. Seit dem 13. August verteidigte die 43. Armee die Linie entlang des Flusses Lielupe – südlich und westlich von Bauske. Ende September bis 22. Oktober 1944 nahmen die Truppen an der Rigaer Operation teil. Von Oktober 1944 bis Mitte Januar 1945 war die Armee an der Memeler Operation und an den ersten beiden Kurland-Schlachten zwischen Vaiņode und Prekuln an der Blockade der deutschen Heeresgruppe-Kurland-Gruppierung beteiligt.
Unterstellte Formationen von Juli bis Oktober 1944
1. Schützenkorps – Juli bis September 1944
- 179. Schützen-Division – von Juli bis August
- 204. Schützen-Division – Juli bis August 1944
- 216. Schützen-Division – von August bis September 1944
- 306. Schützen-Division – von Juli bis September

60. Schützenkorps – Juli bis September 1944
- 179. Schützen-Division – von August bis September 1944
- 235. Schützen-Division – Juli bis August 1944
- 334. Schützen-Division – Juli bis September 1944
- 357. Schützen-Division – Juli bis August 1944

84. Schützenkorps – von August bis September 1944
- 158. Schützen-Division
- 164. Schützen-Division
- 251. Schützen-Division – von August bis Oktober 1944

92. Schützenkorps
- 145. Schützen-Division – Juli bis September 1944
- 179. Schützen-Division – ab Oktober 1944
- 204. Schützen-Division – bis Juli 1944
- 235. Schützen-Division – ab August 1944
- 306. Schützen-Division – von September bis Oktober 1944

### 1945
Unterstellte Formationen von Oktober 1944 bis April 1945
90. Schützenkorps – ab Oktober 1944 bis Februar 1945
- 208. Schützen-Division – von Oktober bis Dezember 1944
- 26., 182. und 70. Schützen-Division

44. Schützenkorps – von Dezember 1944 bis Januar 1945
- 115. und 319. Schützen-Division – von Dezember 1944 bis Januar 1945

54. Schützenkorps – von November 1944 bis Februar 1945, März 1945
- 126. Schützen-Division – von November 1944 bis Februar 1945, März 1945
- 263. Schützen-Division – seit November 1944

103. Schützenkorps – ab Januar 1945
- 115. und 325. Schützen-Division – ab Januar 1945

23. Garde-Schützenkorps – vom 13. bis 17. April 1945
- 51. und 67. Garde-Schützen-Division

Während der Schlacht um Ostpreußen beteiligte sich die 43. Armee an der Tilsit-Insterburger Operation und stieß auf Königsberg und Samland vor. Die Armee stand mit acht Schützendivisionen zwischen Ruß und Schmalleningken am nördlichen Ufer der Memel. Seit dem 20. Dezember 1944 zugefroren, konnte der Fluss passiert werden. Zudem war im Abschnitt Schmalleningken–Schillfelde noch die 39. Armee (Generalleutnant I. I. Ljudnikow) mit sechs Schützendivisionen aufmarschiert. Den Sowjets gegenüber stand das IX. Armeekorps der am Memel-Abschnitt führenden deutschen 3. Panzerarmee. Die Eroberung von Tilsit gelang den Armeetruppen am 20. Januar.
Armeegliederung am 13. Januar 1945
103. Schützenkorps, Generalleutnant Iwan Iljitsch Missan
- 9. Garde-Schützendivision, Oberst Fjodor Grigorjewitsch Kriswomlin
- 166. Schützendivision, Generalmajor Anisim Illarisowitsch Swetljakow
- 115. Schützendivision, Oberst Alexander Pawlowitsch Blinow
- 325. Schützen-Division

90. Schützenkorps, Generalleutnant Gaik Aganesjewitsch Martirosjan
- 26. Schützendivision Generalmajor Wassili Andrejewitsch Belonogow
- 70. Schützendivision Oberst Seraphim Andrianowitsch Krasnowski
- 319. Schützendivision Oberst L. A. Dulow

54. Schützenkorps, Generalleutnant Alexander Sergejewitsch Ksenofontow
- 263. Schützendivision, Oberst Cornelius G. Tscherepanow
- 126. Schützendivision, Oberst Iwan Iwanowitsch Vasilenko
- 235. Schützendivision, Generalmajor Iwan L. Lutskewich

Am 20. Januar 1945 wurde die 43. Armee der 3. Weißrussischen Front, am 13. Februar der 1. Baltischen Front und am 25. Februar wieder der 3. Weißrussischen Front unterstellt. Am 24. April 1945 wurde die 43. Armee in die Reserve der 3. Weißrussischen Front zurückgezogen und nach Danzig und Gotenhafen umgruppiert und ab 1. Mai bei der 2. Weißrussische Front aufgenommen, wo ihr Kampfweg endete. Im Juni 1945 war die Armee Teil der nördlichen Armeegruppe und wurde im Mai 1946 aufgelöst.

## Führung
Kommandeure
- Generalleutnant Iwan Grigorjewitsch Sacharkin, 1. bis 8. August 1941
- Generalleutnant Pawel Alexejewitsch Kurotschkin, 8. bis 22. August 1941
- Generalmajor Dmitri Michailowitsch Selesnjow, 22. August bis 2. September 1941
- Generalmajor Iwan Alexandrowitsch Bogdanow, 2. bis 5. September 1941
- Generalmajor Pjotr Petrowitsch Sobennikow, 5. September bis 10. Oktober 1941
- Generalleutnant Stepan Dmitrijewitsch Akimow, 10. bis 29. Oktober 1941
- Generalleutnant Konstantin Dmitrijewitsch Golubjew, 29. Oktober 1941 bis 22. Mai 1944
- Generalleutnant Afanassi Pawlantjewitsch Beloborodow, 22. Mai 1944 bis 9. Mai 1945

Mitglieder des Militärrats
- Abteilungskommissar Wassili Anfisowitsch Nikitin, 1. bis 7. August 1941
- Brigadegeneral Grigori Grigorjewitsch Jakowlew, 7. August bis 25. September 1941
- Brigadierkommissar Grigori Grigorjevich Kowalkow, 25. September bis 25. Oktober 1941
- Generalmajor Sergei I. Schabalow, 25. Oktober 1941 bis 9. Mai 1945

Stabschefs
- Oberst F. A. Sujew, September – Oktober 1941
- Generalmajor A. N. Bogoljubow, Oktober 1941 – Dezember 1942
- Oberst I. I. Tschinnow, Dezember 1942 – Februar 1943
- Generalmajor W. G. Posnjak, Februar – August 1943
- Generalmajor F. F. Maslennikow, August 1943 – bis Kriegsende